# Pyrinia fulvata
Pyrinia fulvata är en fjärilsart som beskrevs av W. Warren 1894. Pyrinia fulvata ingår i släktet Pyrinia och familjen mätare. Inga underarter finns listade.